# Келлі Гарді
Келлі Гарді  (англ. Kelly Hardie, 21 листопада 1969) — австралійська софтболістка, олімпійська медалістка.

## Виступи на Олімпіадах
| Олімпіада   | Дисципліна | Місце |
| ----------- | ---------- | ----- |
| Сідней 2000 | софтбол    | 3     |
| Пекін 2008  | софтбол    | 3     |